# Seabourn Quest
Die Seabourn Quest ist ein Kreuzfahrtschiff der Reederei Seabourn Cruise Line und das dritte und letzte Schiff der Odyssey-Klasse.

## Geschichte

### Bau und Indienststellung
Die Seabourn Quest wurde am 30. Juni 2008 mit der Baunummer 64 zusammen mit ihrem Schwesterschiff, der Seabourn Sojourn, auf Kiel gelegt. Der Rumpf des Schiffes entstand bei Ci.Mar. Costruzioni Navali, San Giorgio di Nogaro, die Fertigstellung bei T. Mariotti in Genua. Nach der Fertigstellung wurde das Schiff am 31. Mai 2011 an die Seabourn Cruise Line übergeben und im norwegischen Schifffahrtsregister eingetragen. Seit 2011 fährt sie unter der Flagge der Bahamas. Am 20. Juni 2011 lief die Seabourn Quest nach der Taufe durch Schauspielerin Blythe Danner in Barcelona zu ihrer offiziellen Jungfernfahrt nach Piräus aus und wird seitdem weltweit eingesetzt.
Vom 13. Mai 2013 bis zum 2. Juni 2013 wurde das Schiff auf der T.Mariotti-Werft überholt. Während der Arbeiten wurden beispielsweise Landeplätze für vier Zodiacs geschaffen, die für die Antarktis-Kreuzfahrten benötigt werden.

## Maschinenanlage und Antrieb
Die Seabourn Quest ist mit einer dieselelektrischen Maschinenanlage ausgestattet. Vier Dieselmotoren treiben die Generatoren an, die das Schiff mit elektrischer Energie versorgen. Bei den Dieselmotoren handelt es sich um 12-Zylinder-V-Motoren aus der Baureihe 32 des finnischen Herstellers Wärtsilä. Die Generatoren stammen vom VEM Sachsenwerk.

## Trivia
- Im „Berlitz Complete Guide to Cruising & Cruise Ships 2013“ wurde die Seabourn Quest mit 1.776 von 2.000 Punkten bewertet. Die Schwesterschiffe Seabourn Odyssey und Seabourn Sojourn erhielten 2013 mit jeweils 1.775 Punkten eine ähnlich hohe Wertung und sind dem 5-Sterne-Segment des Berlitz Cruise Guide zuzurechnen.

## Galerie

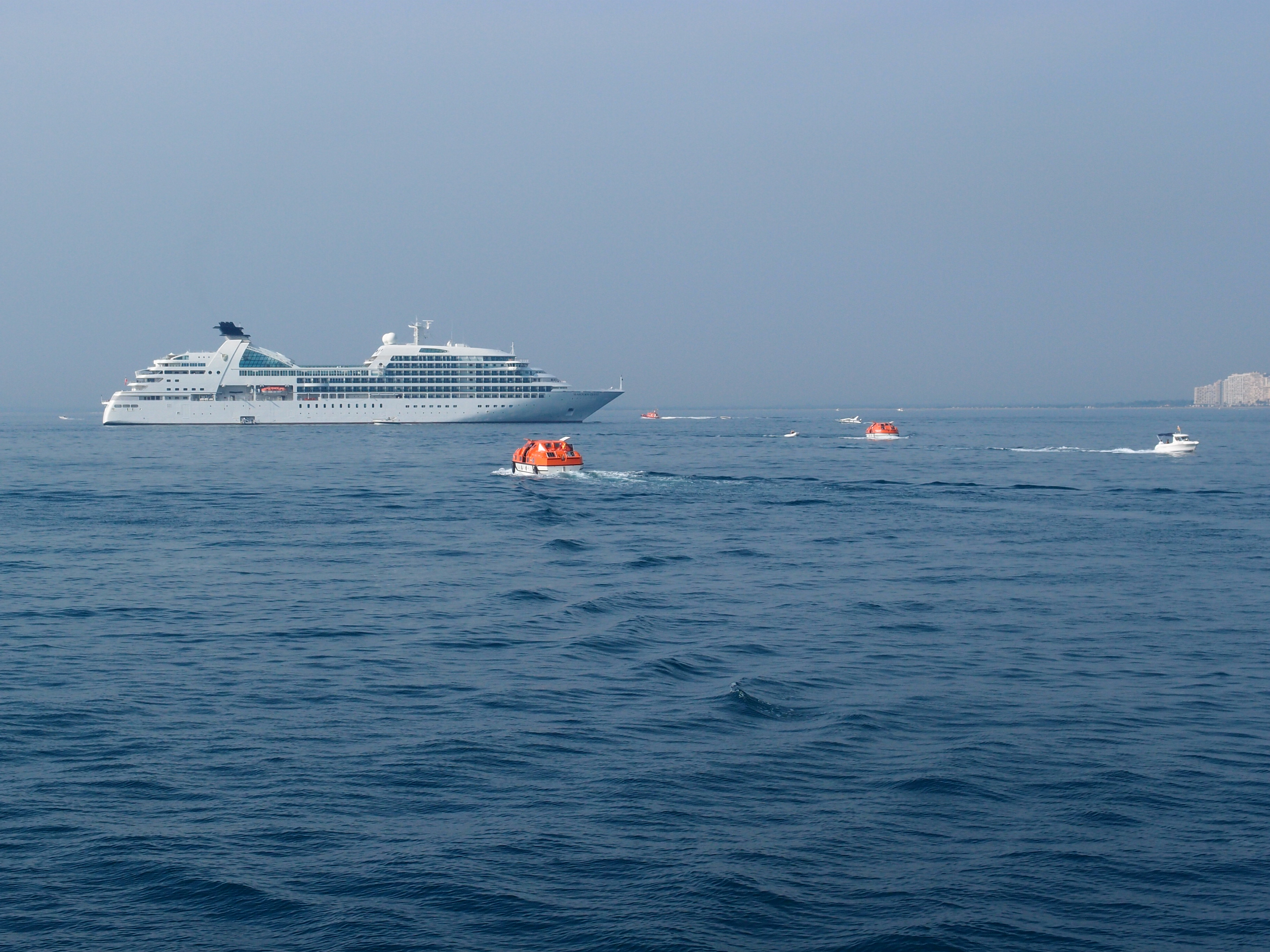
Die Seabourn Quest, Roses, Spanien.
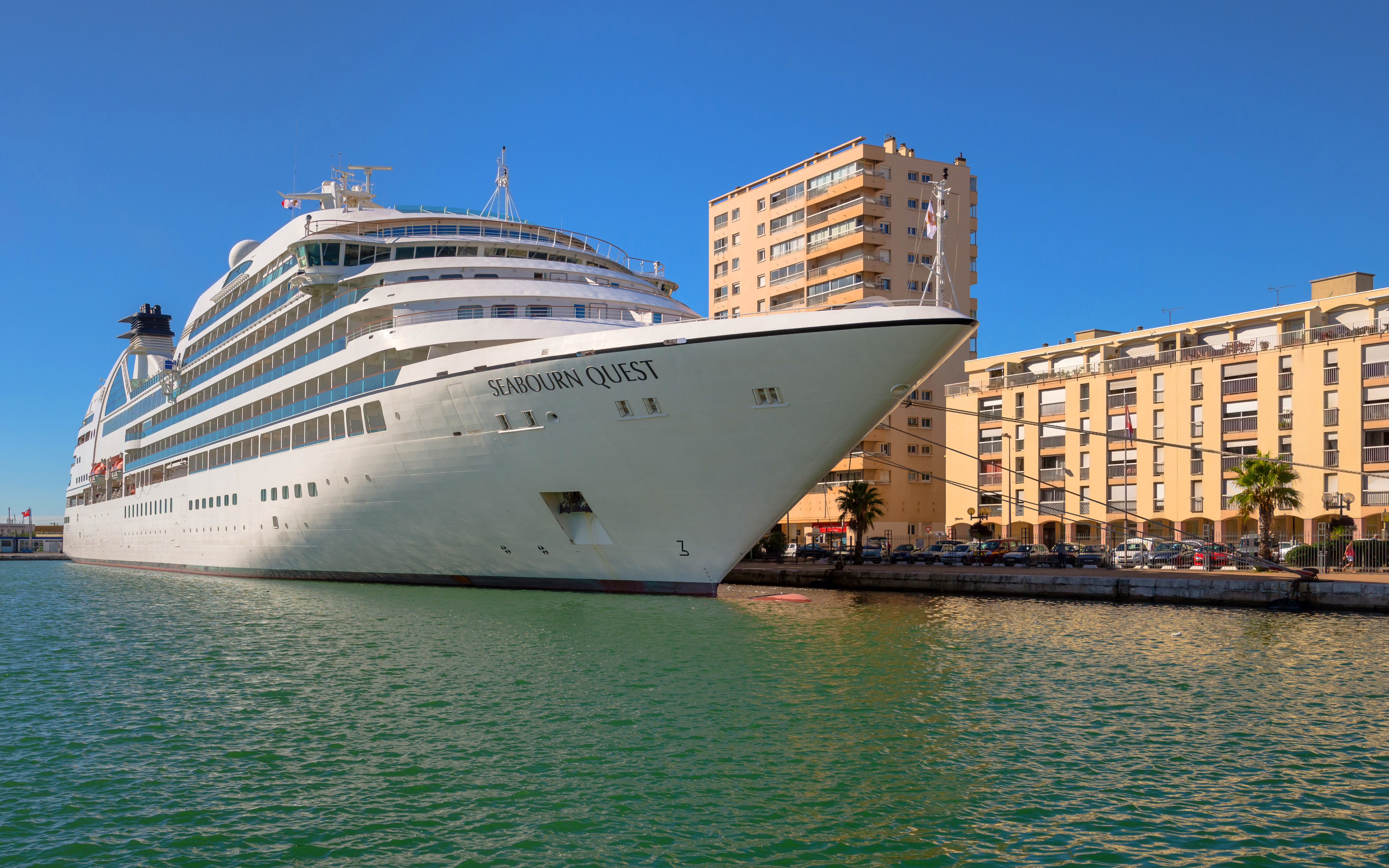
Die Seabourn Quest, Sète, Frankreich.
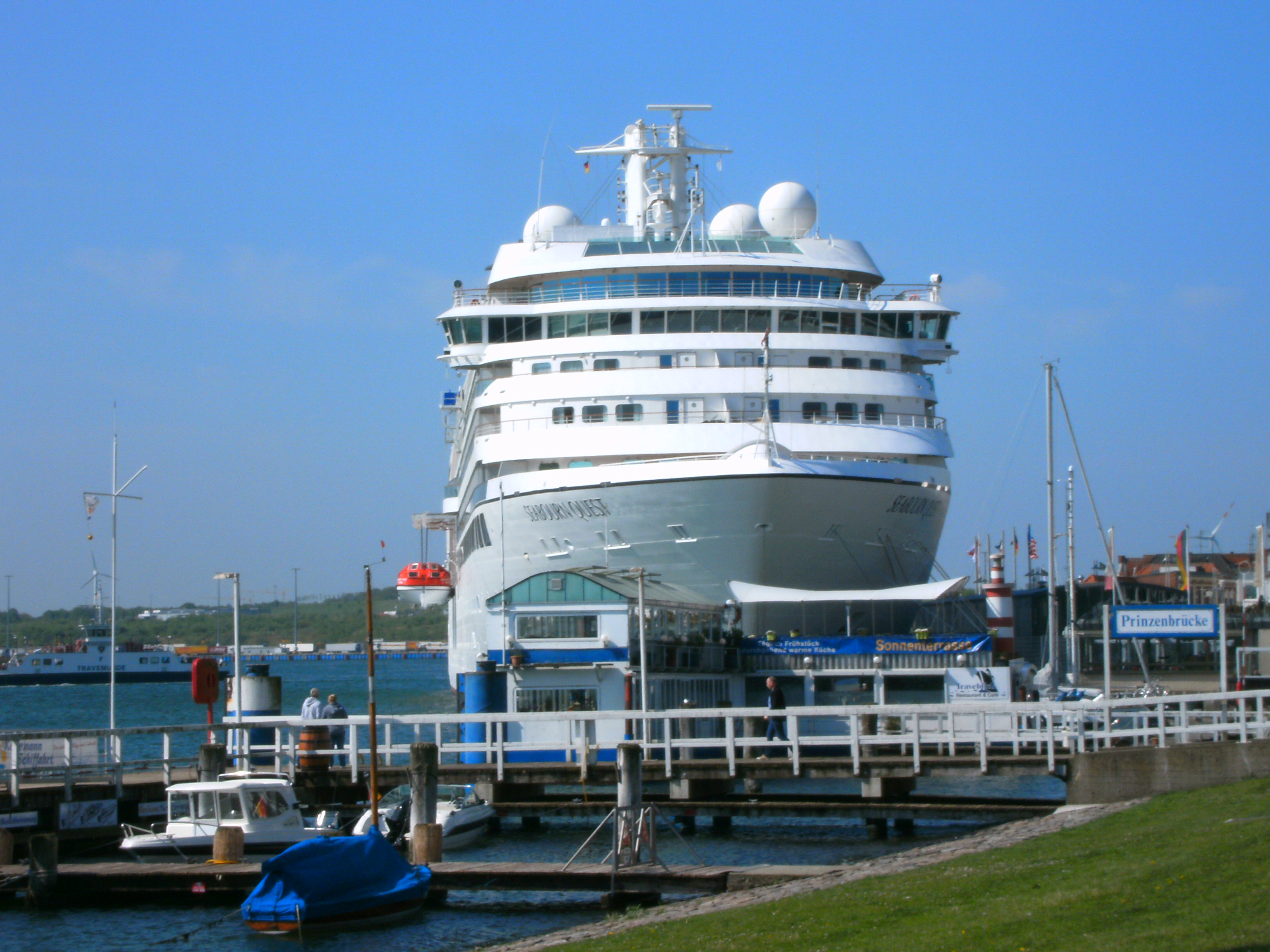
Die Seabourn Quest, Travemünde, Deutschland
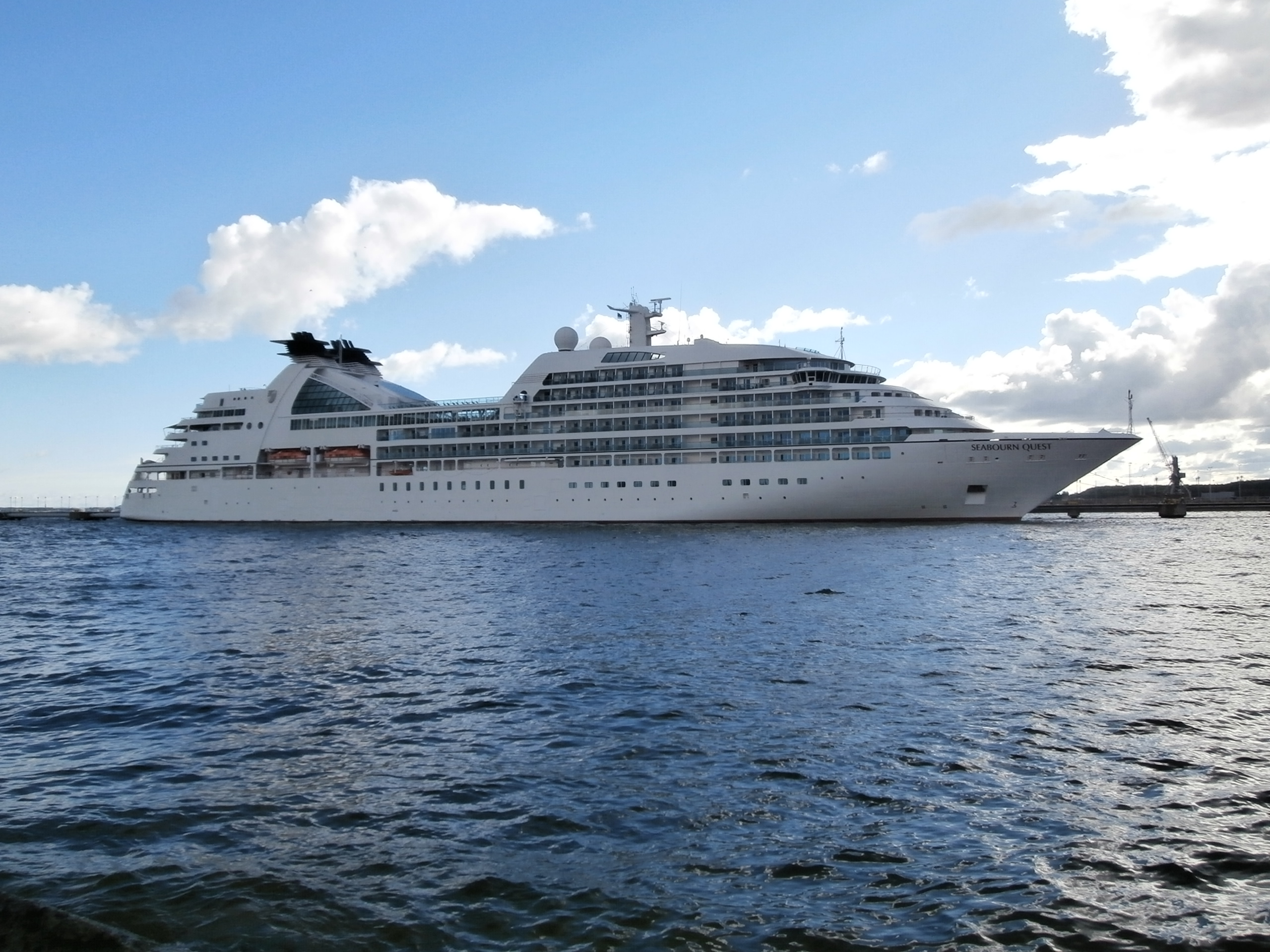
Die Seabourn Quest, Tallinn, Estland.